# Mesnilomyia achilleae
Mesnilomyia achilleae là một loài ruồi trong họ Tachinidae.